# Głubczycki
Głubczycki là một huyện thuộc tỉnh Opolskie của Ba Lan. Huyện có diện tích 673 km². Đến ngày 1 tháng 1 năm 2011, dân số của huyện là 49091 người và mật độ 73 người/km².